# Cenchrus ciliaris
Cenchrus ciliaris es una especie de hierba nativa de la mayor parte de África, el sur de Asia (este de la India),  sur de Irán, y el extremo sur de Europa (Sicilia).

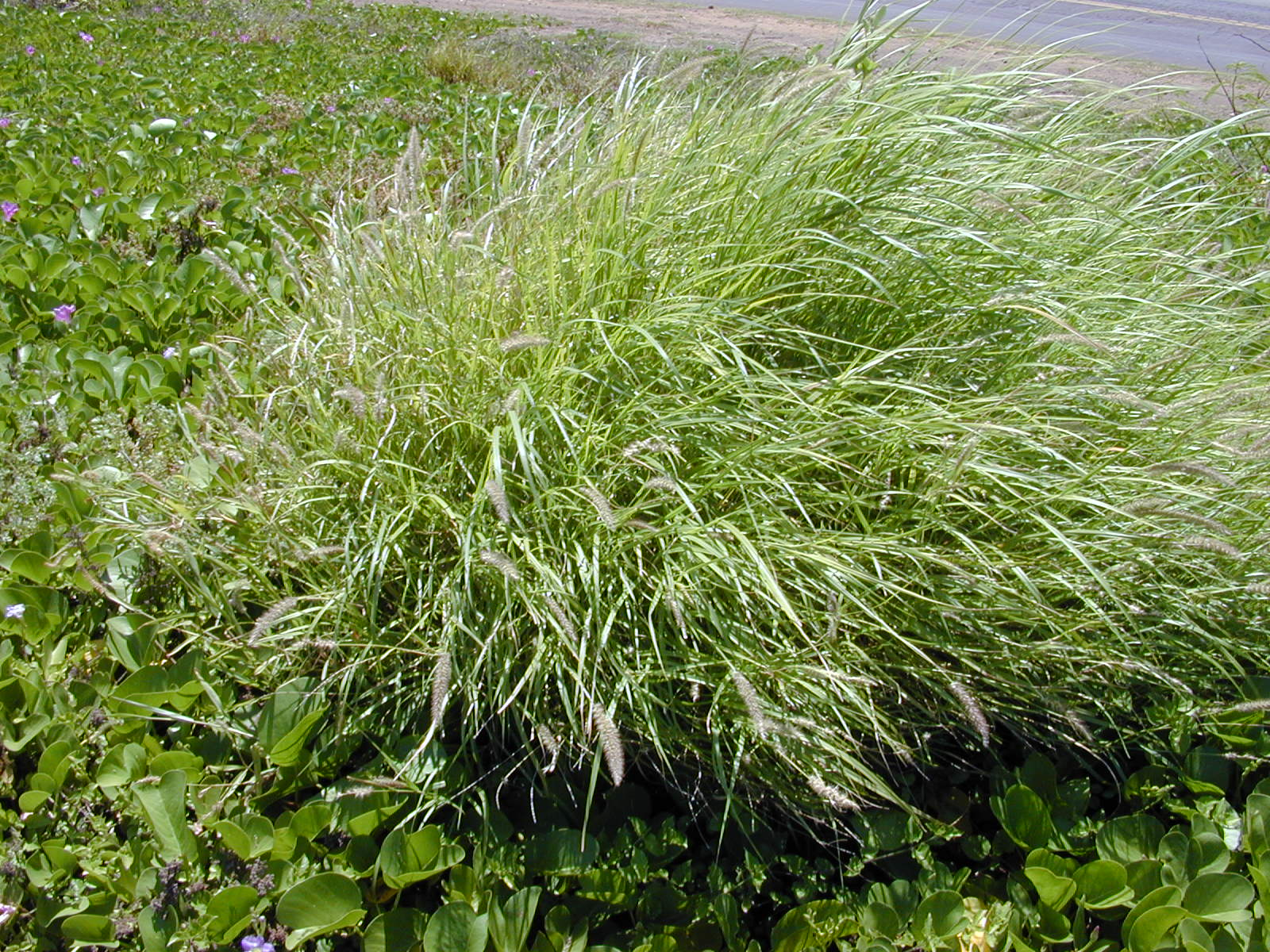
Vista de la planta

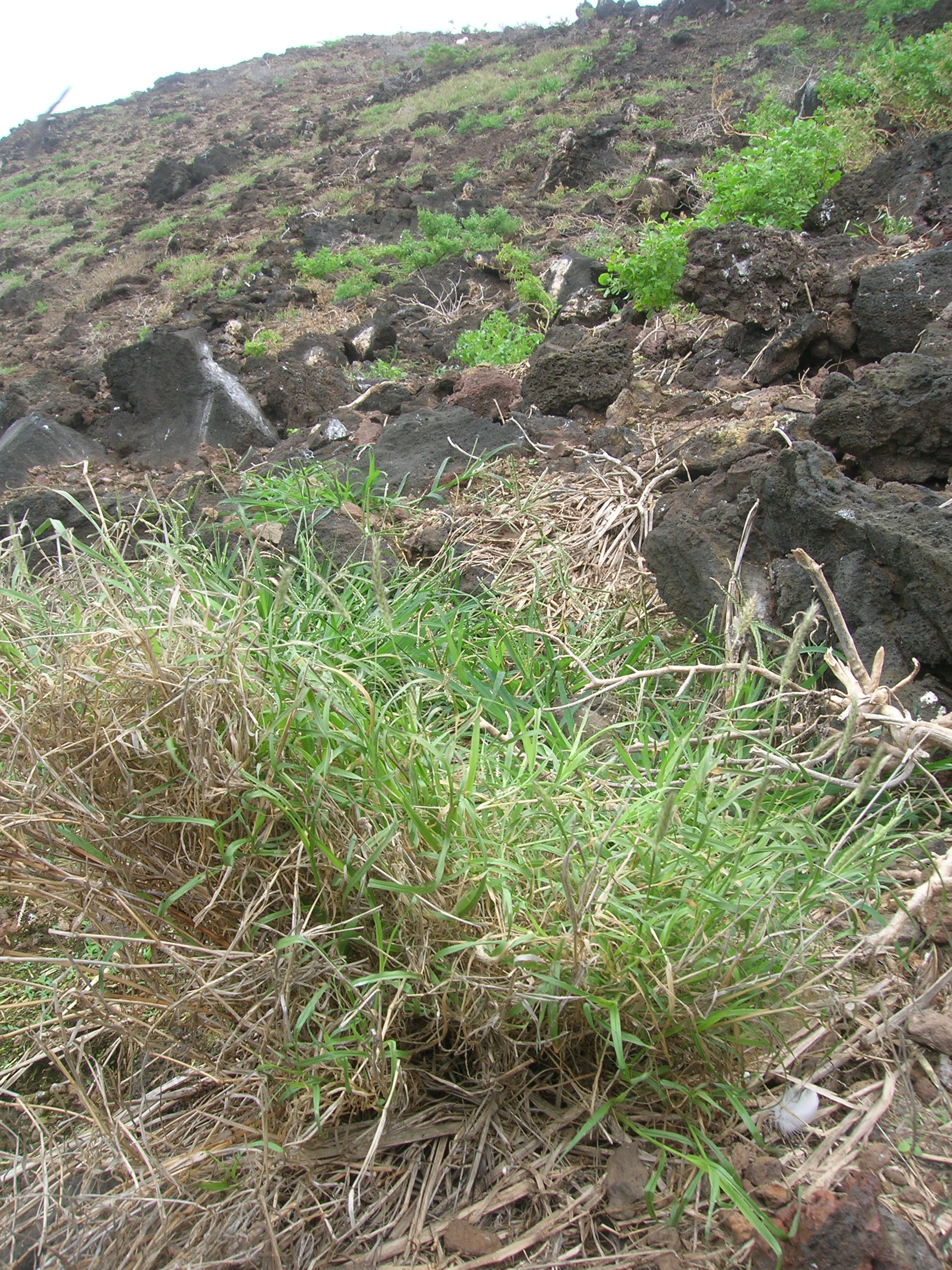
En su hábitat

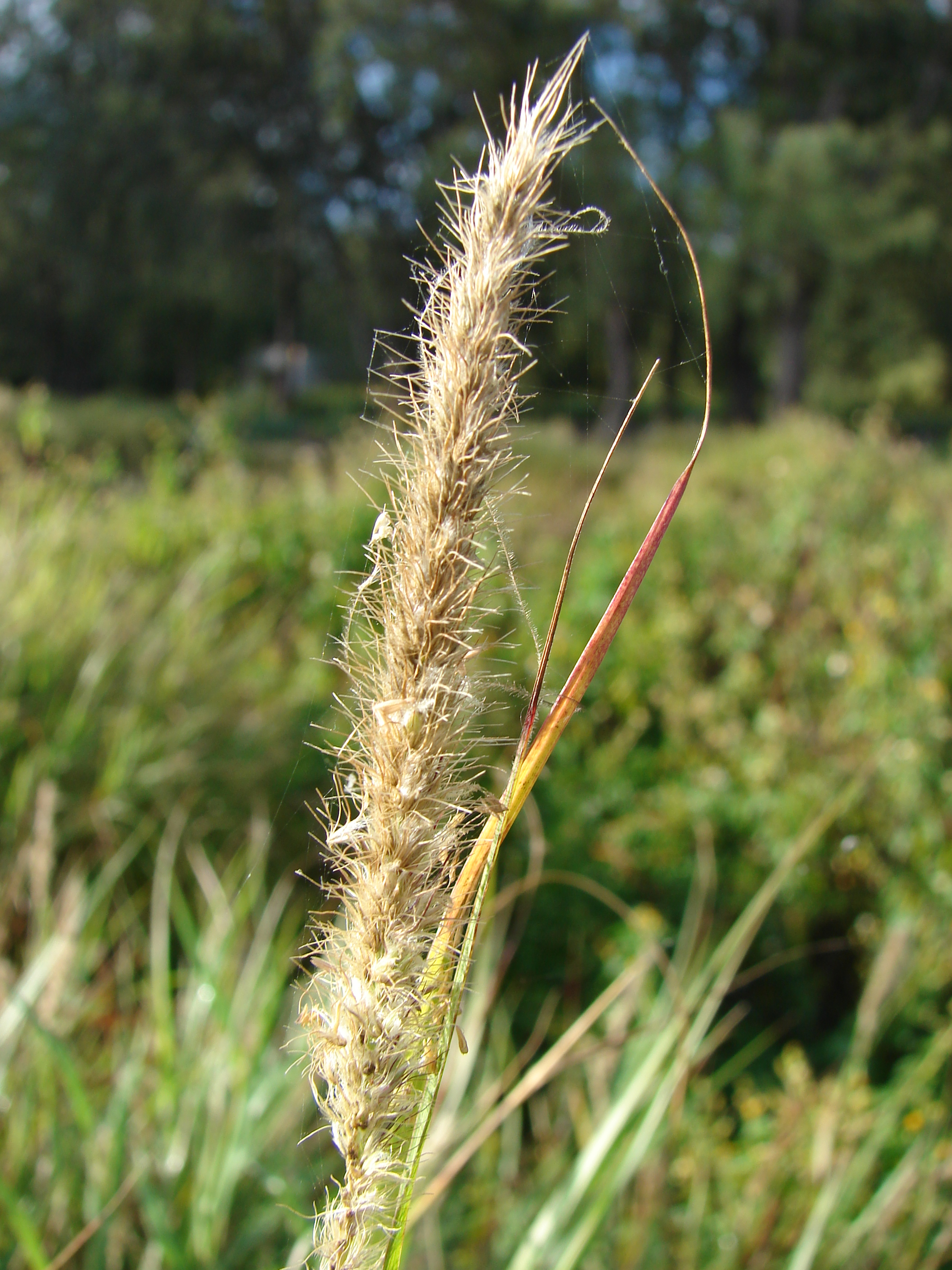
Detalle

## Descripción
Es una planta perenne herbácea que alcanza un tamaño de hasta 50 cm de altura. Las hojas son lineales, de 3-25 cm de largo y 4-10 mm de ancho. Las flores se producen en una panícula de 2-14 cm de largo y 1-2.6 cm de ancho.

## Especie invasiva
Cenchrus ciliaris se ha convertido en naturalizada y, a menudo una especie invasora en Australia, suroeste de los Estados Unidos, Hawai'i, México, América Central, América del Sur y la Macaronesia. En el desierto de Sonora, se introdujo para el control de la erosión. En la parte mexicana del desierto de Sonora, que todavía se está plantando y es regada para el pastoreo de ganado.
Se propaga muy rápidamente y con frecuencia mata plantas nativas locales, tales como los palo verdes tomando el agua que necesitan. Esta planta tiene un umbral muy bajo de ignición y puede estallar en  llamas, incluso durante la temporada de crecimiento máximo. Su inflamabilidad y la regeneración rápida le permiten competir con éxito contra casi toda la vegetación en esta región.

## Taxonomía
Cenchrus ciliaris fue descrita por Carlos Linneo y publicado en Mantissa Plantarum 2: 302. 1771.
Etimología
Cenchrus: nombre que deriva del griego antiguo κεγκρός (kegchrós) para el mijo o millo (Panicum miliaceum), o cualquier planta de granos pequeños.
ciliaris: epíteto latino que significa "flecos como pelos".
Sinonimia
- Cenchrus anjania Buch.-Ham. ex Wall.
- Cenchrus bulbosus Fresen. ex Steud.
- Cenchrus glaucus C.R.Mudaliar & Sundararaj
- Cenchrus longifolius Hochst. ex Steud.
- Cenchrus melanostachyus A.Camus
- Cenchrus mutabilis Wight ex Hook.f.
- Cenchrus rufescens Desf.
- Pennisetum cenchroides Rich.
- Pennisetum ciliare (L.) Link
- Pennisetum distylum Guss.
- Pennisetum incomptum Nees ex Steud.
- Pennisetum longifolium Fenzl ex Steud.
- Pennisetum oxyphyllum Peter
- Pennisetum pachycladum Stapf
- Pennisetum panormitanum Lojac.
- Pennisetum petraeum Steud.
- Pennisetum polycladum Chiov.
- Pennisetum rangei Mez
- Pennisetum rufescens (Desf.) Spreng.
- Pennisetum teneriffae Steud.[10]